# Fe (Catedral de Caracas)
La Fe es una obra realizada por Juan Pedro López y Luis Antonio Toledo entre 1769 y 1770. Está ubicada en la Catedral de Caracas (Venezuela).

## Historia

### Contexto
En los primeros años de la fundación de Caracas se levantó una pequeña iglesia en el solar que hoy ocupa la catedral, edificio que permaneció inalterado hasta que en 1614 los habitantes solicitaron al rey Felipe III de España la licencia correspondiente para su ampliación, la cual fue concedida mediante Real Cédula el 20 de junio del mismo año. Trasladada la silla episcopal desde Coro hasta Caracas en 1636, la iglesia fue convertida en catedral, quedando completamente destruida en un terremoto en 1641.: 3    

### Encargo
El encargo de la estatua surgió en 1768 con motivo de la reconstrucción de la torre de la catedral, seriamente afectada por el terremoto ocurrido el 21 de octubre de 1766; los daños en la estructura, de 150 pies de alto, fueron de tal magnitud que se debió demoler la edificación hasta el primer cuerpo siguiendo las recomendaciones del ingeniero Bartolomé Amphoux Bonavia. Esto supuso tener que descender la totalidad de las campanas que coronaban la torre, gracias a lo cual se pudo comprobar que tres de las medianas se hallaban rajadas y, en términos generales, muy maltratadas, lo que obligó a que las mismas tuviesen que ser rehechas, encargándose de esta tarea el maestro José Rodríguez Olivera. Pese a que en las actas del cabildo no hay constancia del encargo, se cree que debió de ser en torno al 15 de abril de 1768 cuando se decidió instalar a modo de remate de la torre una escultura a tamaño natural representativa de una de las virtudes teologales: la Fe. Desde el inicio se optó por que la estatua fuese elaborada en bronce; dicho material fue elegido no tanto por la belleza del mismo sino por su resistencia, ya que la imagen, al estar destinada al exterior, debía soportar las inclemencias del tiempo a la par que quedar cubierta por la policromía que se tenía pensado aplicar desde un principio con el fin de mantener oculto el metal.: 532 

### Elaboración
Gracias a una investigación realizada en 1970 por el historiador Carlos Federico Duarte Gaillard,: 175  se sabe que el pintor caraqueño Juan Pedro López realizó el modelo en barro de la estatua, percibiendo por esta labor 20 pesos tal y como consta en un recibo con fecha del 17 de febrero de 1772 redactado por el propio artista:

Recibí del Capitán Dn. Juan Ignacio de Lecumberri, Mayordomo de la Santa Yglesia Catedral, la cantidad de 20 pesos en gratificación de formar una estatua de barro para fundir de cobre que se hizo para la torre de dicha Catedral y para que conste lo di este fecha ut supra. (fdo) Juan Pedro López.: 110 

De este pago hay constancia a su vez en los folios 87 y 88 del tomo XXI del Archivo General de la Nación:

[…] ha pagado su mayordomo 20 pesos a Juan Pedro López, el mismo a quien dice Toledo siniestramente en dicha cuenta, pagó 20 pesos por los días que trabajó de escultura en dicha figura (esto es hacer un molde de ella en barro) como consta de recibo que se presenta, por lo que se carga en esta.: 109 

Luis Antonio Toledo, nacido en San Cristóbal de La Laguna (Canarias, España), recibió por su parte la tarea de fundir en bronce la escultura de López además del cometido de facturar dos campanas y ocho veletas. La fase de vaciado comenzó en septiembre de 1769 y el proceso fue realizado en dos partes: con ayuda de un oficial y dos peones, Toledo fabricó con adobes un horno de grandes dimensiones en cuyo interior, calentado con leña, llevó a cabo la fundición mediante el método de moldeo a la cera perdida. Para la creación de la escultura se necesitaron en total 99 arrobas, 11 libras de cobre, 5 arrobas de estaño y otras 5 de plomo, debiendo añadirse 2 arrobas y 17 libras de plomo para ajustar la «división de ella y un paño de cobre», además de para cubrir los defectos propios de la fundición. Posteriormente, Toledo contrató a otro oficial con el fin de que puliese la obra, completándose el proceso con la fabricación de una platina, unos barretones y «la vara de hierro para la cruz que tiene en una mano», todo ello realizado por el herrero Juan Crisóstomo López.: 533  Cabe destacar que en el folio 93 del tomo XIII del Archivo General de la Nación consta que el 5 de septiembre de 1769 Toledo cobró 50 pesos por su trabajo en la estatua y en las campanas, figurando a su vez otro cobro de 50 pesos el 25 de septiembre destinado a la compra de leña y otros materiales «para habilitar las fundiciones de la estatua y de las campanas». También en este mismo folio del archivo aparece registrado el 16 de octubre un pago de 50 pesos a Toledo por parte del mayordomo de la catedral para la compra de cera y sebo así como un recibo de 30 pesos extendido por el artista el 15 de diciembre en el que añadió la siguiente anotación: «El 16 de enero 1770, 70 pesos» (estas dos cantidades fueron destinadas a la fundición tanto de la escultura como de las campanas).: 109  Las obras terminaron en el mes de junio de 1770, cobrando Toledo por la estatua la suma de 335 pesos a razón de 6 reales la libra y por las veletas, «hechas a todo costo» y con chapa de cobre, un total de 32 pesos. De la policromía y el dorado de la escultura se encargó el propio López, quien también pintó y doró las veletas, las muestras del reloj, las barandillas de las cornisas (con un coste de 196 pesos y facturadas por el maestro herrero José Ignacio Rodríguez, quien adquirió el hierro en planchuelas a una empresa de La Guaira) y el enrejado de las campanas, percibiendo por esta tarea 93 pesos y 7 reales, cantidad en la que se incluía el coste de 22 libros de oro; debido a que este pago fue recibido por López el 28 de septiembre de 1770, se suele considerar esta fecha como la data de fin de los trabajos.: 533 

### Instalación
En octubre de ese mismo año se procedió a la difícil tarea de subir la estatua a la cima de la torre, si bien en 2003 Duarte afirmaría que la escultura no fue instalada hasta 1775;: 49  para poder llevar a cabo este trabajo se requirió la colaboración de un grupo de peones y yuntas de bueyes, quienes tiraron de varias cuerdas de gran grosor las cuales tal vez fueron accionadas aprovechando las poleas y los tornos fabricados por Rodríguez Olivera para poder subir los materiales durante la reconstrucción de la torre. Al parecer, y pese a lo arriesgado de la labor, la misma se efectuó sin ningún percance, aunque un fallo al momento de tomar medidas hizo imposible colocar «más arriba» la campana grande que antes del seísmo daba las horas y que ante tal eventualidad hubo de instalarse inmediatamente debajo de la escultura, «dentro de cuatro pilares y su chapitel, descubierta a los cuatro vientos». En consecuencia, y con el fin de solventar provisionalmente el problema, se dispuso una pequeña campana y se ordenó la fabricación de otra de tamaño mediano y mejor acústica. Respecto a la campana grande, cabe destacar que en 1758 el herrero José Antonio Olivares realizó el badajo, pieza que sería reemplazada el 25 de febrero de 1766 por otra creada por el herrero Domingo del Socorro Herrera.: 533 

### Controversia
El pago que se debía hacer a Toledo por su trabajo fue objeto de controversia ya que el escultor inició un pleito contra el mayordomo de la catedral, siendo la disputa dirimida en el Tribunal Eclesiástico. La factura del artista fue considerada demasiado elevada, sobre todo la cuantía que Toledo reclamaba por las campanas; Lecumberri, quien se oponía a pagar 2 reales y medio por la fundición de cada libra de las campanas, solo hizo entrega de 2 reales, argumentando que ese era el precio que cobraban «las fundiciones de José Rodríguez Olivera». Sumado a esto, el mayordomo acusó a Toledo de haber incluido en la cuantía que reclamaba los 20 pesos ya pagados a López, todo lo cual provocaría que algunos pagos se efectuasen en fechas muy posteriores a la fabricación de la estatua, hecho que a su vez obligaría al artista a tener que presentar facturas dos años más tarde,: 534  concretamente el 3 de julio de 1772:

It de cera y sebo para su grueso- 50 ps.

It Al Maestro Juan Pedro López por los días que trabajó de escultura en dicha figura- 20 ps.

It Dos berganzones y una
platina de fierro que saque de compañía en 9 pesos y 3 y medio rls.: 110 

En 1798, año de la muerte de Toledo, la catedral todavía le adeudaba 600 pesos por su trabajo, figurando en el testamento del escultor que después de su deceso se debía amonestar al nuevo mayordomo para que procediese al pago del dinero restante y así poder cancelar la deuda.: 534 

### Hechos posteriores
Desde su instalación en 1770, la estatua permaneció en la cúspide de la torre, entonces el punto más alto de la ciudad, hasta el 26 de marzo de 1812, día en que un fuerte terremoto provocó que la construcción se inclinase al noroeste y se resquebrajase el primer cuerpo en sentido vertical y de sur a norte. Menos de dos semanas después, el 4 de abril, otro temblor devolvió la torre a su posición original, aunque los graves daños estructurales obligaron a que la edificación fuese demolida hasta la mitad, labor ejecutada por el maestro albañil Juan Agustín Herrera, quien por falta de fondos no pudo reconstruir la torre, limitándose únicamente a rematarla con una cúpula sobre la que se instaló la estatua, la cual ha permanecido en dicho emplazamiento hasta la actualidad, aunque ya sin policromía y carcomida por el paso del tiempo puesto que nunca llegó a ser restaurada.: 534  De esta torre realizó una interesante descripción el historiador Manuel Landaeta Rosales:

[…] era á fines del siglo 18 igual á la del Templo de San Mauricio, como se ve de un cuadro al óleo de aquella época, titulado «Nuestra Señora de Caracas» que estuvo muchos años en una antigua casa de la esquina de la Torre, ángulo Noroeste y que hoy pára en el Museo Nacional.

En esta torre ha habido tres Relojes públicos, el primero que estuvo desde 1732 y se halla hoy en la torre de Petare, el segundo que se colocó en 1856 y dio por 1er vez las 4 de la tarde el 1º. de octubre y luego pasó al templo de San José, en 1889; y el actual que se colocó en 1888.: 4 

## Descripción
La estatua, de 159 cm de alto hasta la cabeza,: 84  muestra la virtud teologal de la Fe como una mujer joven vestida con un traje dieciochesco muy similar a una polonesa y compuesto por un jubón de manga amplia, una falda larga hasta los pies y una sobrefalda por encima de las rodillas con fruncido en el borde. La escultura porta los atributos propios de esta iconografía: un cáliz en la mano derecha en representación del sacramento del altar (carente sin embargo de la sagrada forma) y una cruz papal en la mano izquierda como símbolo de la crucifixión, la cual se encuentra mutilada en su área superior ya que falta la sección ubicada por encima del primero de los tres travesaños que lucía originalmente (antes de que la cruz sufriese esta pérdida, la estatua alcanzaba los 218 cm).: 84  Ajustándose a las típicas representaciones de esta virtud, la imagen figura con una venda sobre los ojos en alusión a que la Fe es ciega, tal y como señala el Evangelio de Juan: «Dichosos los que sin ver han creído». De excelente calidad, la obra posee algunas características propias de López, como la fisionomía del rostro, la hechura de las manos y el motivo ornamental que decora el escote,: 534  aunque su elevada ubicación y deterioro impiden una correcta apreciación.

## Legado
La Fe destaca por estar situada en uno de los edificios religiosos más insignes de Caracas además de por ser la obra más importante del catálogo de Toledo junto con los retratos de los retablos de la sacristía mayor de la catedral. Del mismo modo, la estatua sobresale por tratarse de la única obra escultórica de su género y a tamaño natural realizada durante la época colonial, así como por ser la primera estatua documentada de la capital venezolana y una de las dos esculturas facturadas con seguridad por López, siendo la otra una talla de San José realizada en 1777 por encargo de la Cofradía de Ánimas Benditas de la catedral.: 532 : 19 